# 샤힌 에어
샤힌 에어(영어: Shaheen Air)는 파키스탄의 항공사로 총 16개 노선을 취항하고 있다. 본사는 파키스탄 카라치에 위치해 있으며 1993년에 설립했다. 또한 사용하고 있는 허브 공항으로 카라치에 위치한 진나 국제공항이 있다.

## 역사
- 1993년 : 화물 항공사로 회사 설립
- 2004년 : 여객 노선 취항

## 보유 기종
- 2012년 4월 기준으로 샤힌 에어는 다음과 같은 기종을 보유하고 있으며 평균 기령은 25.2년이다.[1][2]

## 사진

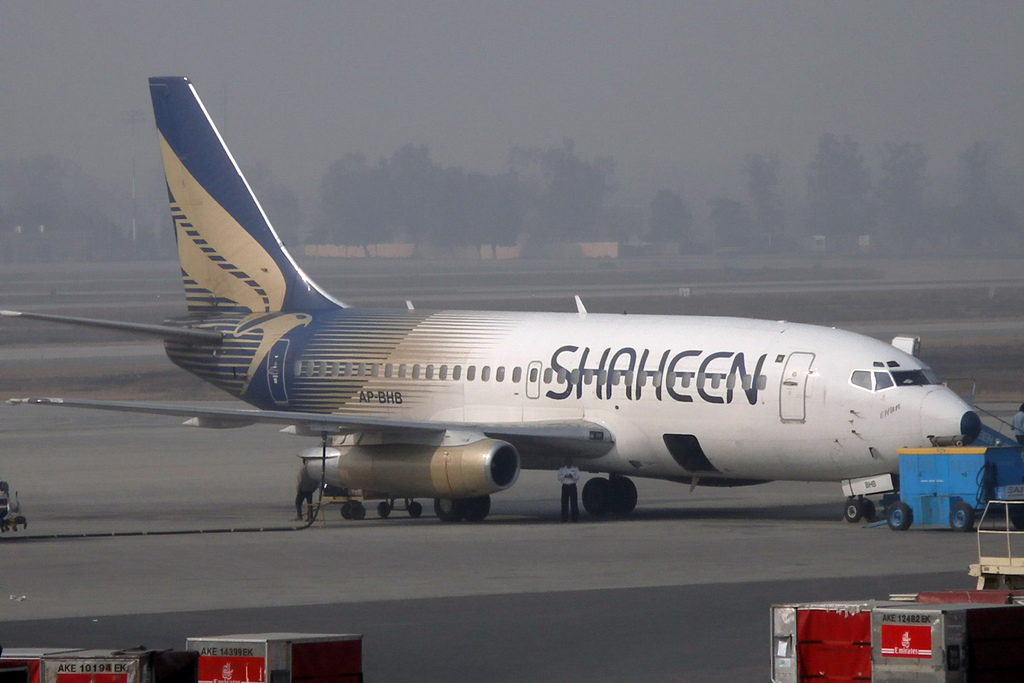
샤힌 에어의 보잉 737-200
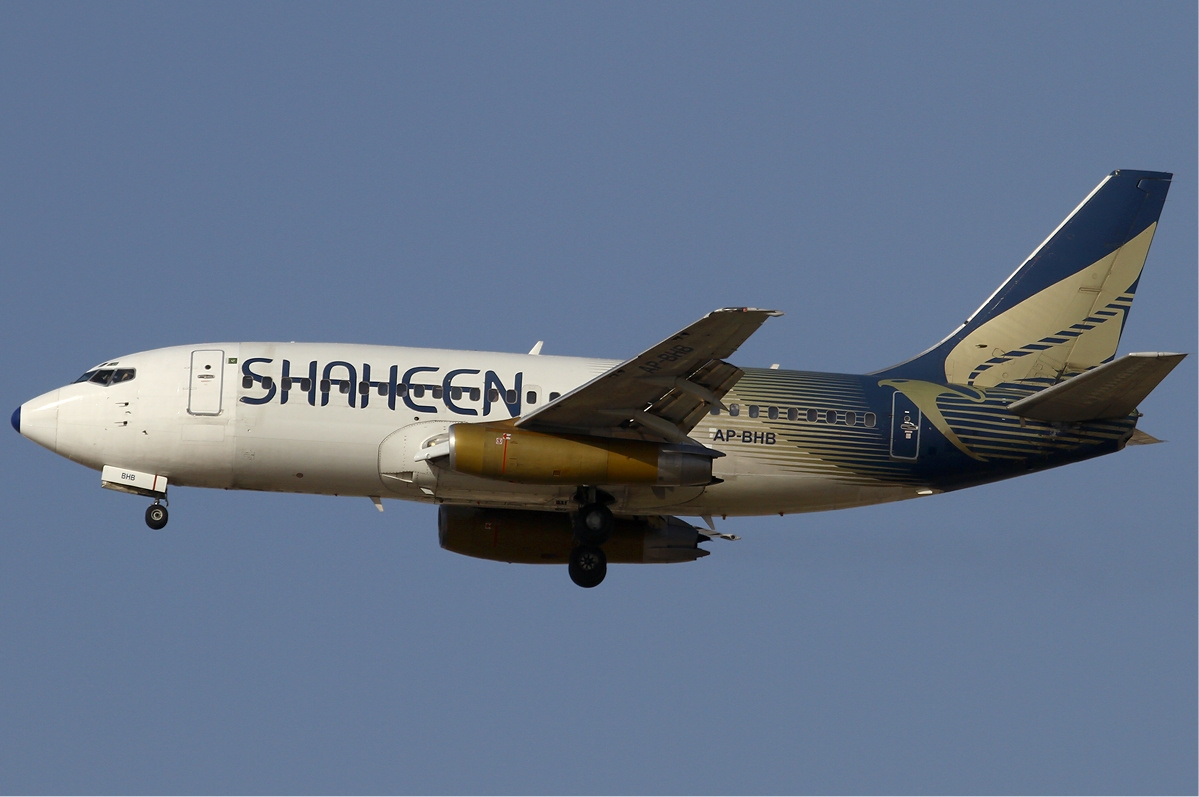
샤힌 에어의 보잉 737-200